# Play Dead
Play Dead — англійський постпанковий гурт, створений у листопаді 1980 року в Оксфорді. Хоча музику гурту порівнювали з UK Decay і Sex Gang Children, самі учасники не вважали її «готичною». Перші три студійні альбом гурт випустив на чотирьох різних малих лейблах — Fresh Records, Jungle Records, Situation 2 і Clay Records, але потім заснували власний, Tanz, для останнього альбому, Company Of Justice, виданий 1985 року.
В оригінальний склад Play Dead увійшли: Роб Гіксон (Rob Hickson, спів), Піт Ведлетон (Pete Waddleton, бас-гітара), Марк Сміт (Mark «Wiff» Smith, ударні) і Баррі Торнбел (Barry «Re-Vox» Turnball, гітара). Перший демо-альбом записали в грудні 1980. У липні 1981 Торнбела замінив Стівен Ґрін (Steven Green). У 1984 Роб і Піт створили проект «Mankind's Audio Development» (M.A.D.), що випустив тільки дві пісні. Ведлетон покинув гурт у 1986. Решта учасників назвилися The Beastmaster Generals і записали ще кілька демо-записів, потім гурт остаточно розпався.

## Дискографія
- 1981 — Poison Takes a Hold/Introduction
- 1981 — T.V. Eye/Final Epitaph
- 1982 — Metallic Smile/Pray to Mecca/Propaganda/ Effigy (Peel Session)
- 1983 — The First Flower
- 1983 — shine / Gaze
- 1983 — Total Decline/The Tenant/Gaze (Peel Session)
- 1983 — Peel Sessions
- 1983 — The Whip Compilation
- 1984 — Break/Return to the East/No Motive (Peel Session)
- 1984 — From the Promised Land
- 1985 — Company of Justice
- 1985 — Into the Fire Live
- 1985 — The Final Epitaph Live
- 1985 — The Singles 1982 ~ 85
- 1986 — In the Beginning — The 1981 Singles
- 1986 — Caught from Behind: Live in England, France, Germany, and Switzerland
- 1992 — Resurrection
- 1992 — Gothic Rock Volume 1
- 1995 — Gothic Rock Volume 2: 80's Into 90's
- 2003 — The Final Pieces (Bootleg)

### Бутлеги
- 1983 — May 12, 1983 Leeds Warehouse
- 1983 — Live in Norwich, Ska Ballroom — May 13, 1983
- 1983 — Live — July 28, 1983 Hull, Dingwalls / Live October 13, 1983 Hammersmith, Klub Foot
- 1984 — Live in France at Forum Des Halles — July 1, 1984
- 1984 — Oct 7th, Kolingsborg, Stockholm, Sweden
- 1984 — Live in Norrkoping Sweden — October 10, 1984
- 1985 — Dec 18th 1985, Tufnel Park, Penthouse, London
- 2003 — The Final Pieces (Bootleg)